# Nordpoolen

Nordpoolen är ett badhus med äventyrsbad i centrala Boden. 
Där finns bland annat relaxavdelning med bastuanläggningar och utomhusbad året runt. Det finns två vattenrutschkanor och båda har tidtagning.
Man kan uppleva en grotta med strömmande vatten. I simhallen finns en 25 meter lång bassäng med en djupare del och mindre simträningsbassänger. Det bedrivs även simskola. I byggnaden finns även gym.
Nordpoolen invigdes för allmänheten 15 december 1995.[källa behövs]